# Edmund Słuszkiewicz
Edmund August Słuszkiewicz (ur. 27 sierpnia 1895 w Sanoku, zm. 23 kwietnia 1980) – doktor praw, dziennikarz, poeta, pisarz, tłumacz, antykwariusz, działacz społeczny, porucznik piechoty Wojska Polskiego.

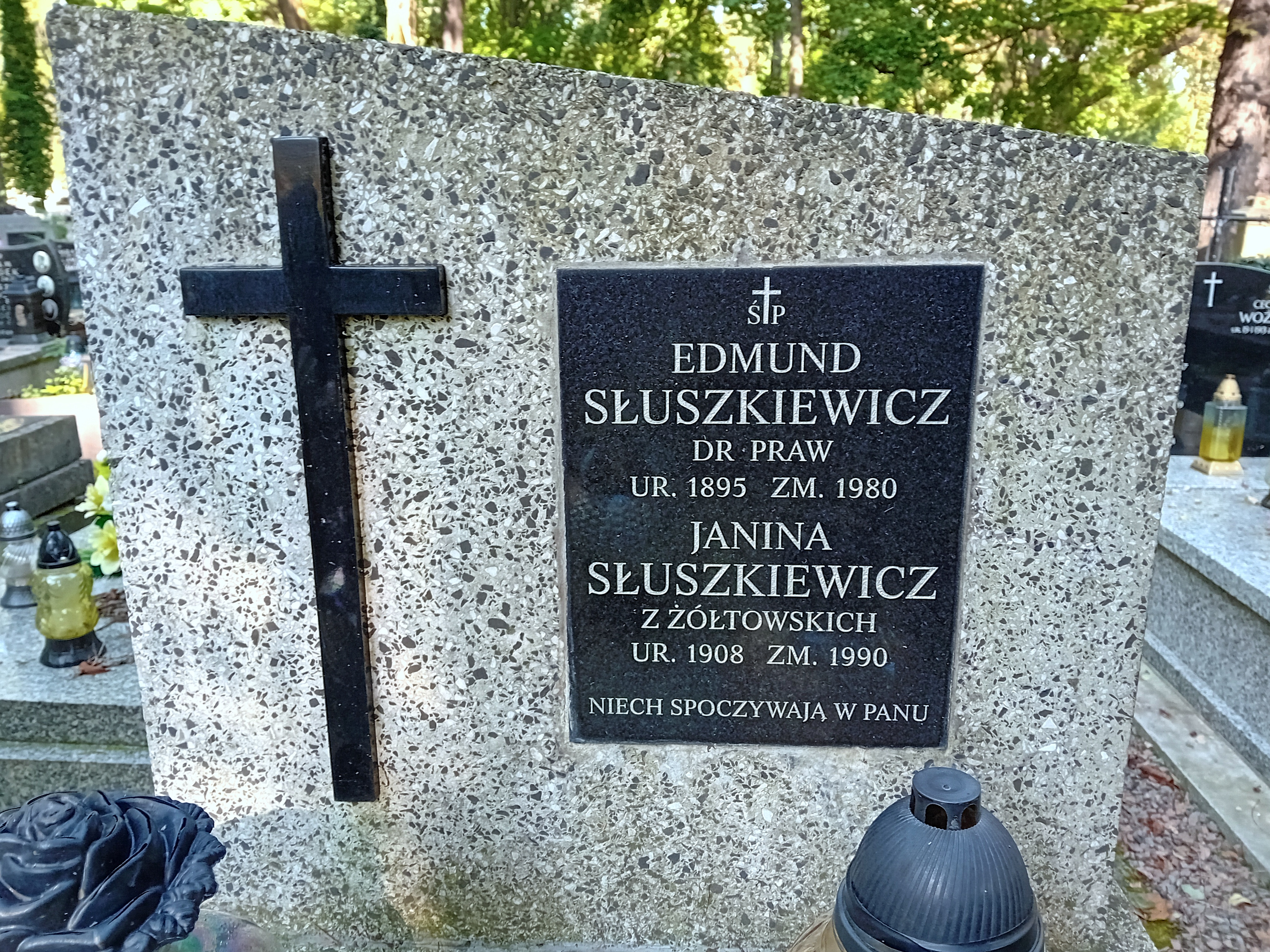
Grobowiec Edmunda i Janiny Słuszkiewiczów

## Życiorys
Edmund August Słuszkiewicz urodził się 27 sierpnia 1895 w Sanoku.  Był synem Michała (1848-1936, kontynuujący rodzinne tradycje rzeźnicze i prowadzący zakład masarski, a także burmistrz Sanoka) i Pauliny z domu Dziura (zm. 1926 w wieku 68 lat). Jego rodzice mieli 12 dzieci, z których troje zmarło w dzieciństwie, a dziewięcioro pozostałych to: Franciszek (1875–1944, jego synem, bratankiem Edmunda był Eugeniusz Słuszkiewicz), Józef (1880–1914), Teofila (1882–1951, żona Franciszka Martynowskiego), Maksymilian (1884–1940, urzędnik, ostatni burmistrz Sanoka w II Rzeczypospolitej), Emilia (1888–1982, nauczycielka, m.in. w Szkole Żeńskiej nr 4 im. Królowej Jadwigi w latach 1918-1923), Władysława (1886–1971, jej synem, a siostrzeńcem Edmunda był Wiesław Nowotarski oraz Witold Nowotarski - stroiciel instrumentów muzycznych), Witold (1890–1914, absolwent Akademii Handlu Zagranicznego, pisarz, kierownik kółka amatorskiego, jako ochotnik armii austriackiej walczył w bitwie pod Kraśnikiem, zmarł od ran wówczas odniesionych), Roman (1892–1975) i Edmund (1895–1980, najmłodsze dziecko). Wszyscy z nich ukończyli szkoły, trzech było absolwentami wyższych uczelni. Rodzina Słuszkiewiczów zamieszkiwała w Sanoku przy ulicy Tadeusza Kościuszki 60 (przy tej ulicy działał też sklep wędliniarski Słuszkiewiczów).
Edmund Słuszkiewicz w 1914 zdał egzamin dojrzałości w C. K. Gimnazjum w Sanoku (w jego klasie byli m.in. Wiktor Boczar, Mieczysław Jus, Aleksander Kolasiński, Stanisław Kosina, Stanisław Kurek, Franciszek Löwy, Tadeusz Piech). Po maturze miał wstąpić do zakonu oo. jezuitów. Następnie w wymiarze roku odbył służbę wojskową w c. i k. armii podczas I wojny światowej. Był żołnierzem Legionów Polskich w szeregach II Brygady. Dekretem Wodza Naczelnego Józefa Piłsudskiego z 19 lutego 1919 jako były oficer armii austro-węgierskiej został przyjęty do Wojska Polskiego z dniem 1 stycznia 1918 wraz z zatwierdzeniem posiadanego stopnia podporucznika ze starszeństwem z dniem 15 stycznia 1918 i rozkazem z tego samego dnia 19 lutego 1919 szefa Sztabu Generalnego płk. Stanisława Hallera skierowany jako oficer gospodarczy przy szpitalu załogi Sanok od 1 listopada 1918. Następnie służył w 3 batalionie Strzelców Sanockich. W Wojsku Polskim awansowany do stopnia porucznika rezerwy piechoty ze starszeństwem z dniem 1 czerwca 1919. W 1923, 1924 był przydzielony jako oficer rezerwowy do 7 pułku piechoty Legionów w Chełmie.
Jako absolwent akademii handlowej w styczniu 1924 został uznany przynależnym do gminy Sanok. Ukończył studia prawa na Wydziale Prawa i Umiejętności Politycznych Uniwersytetu Jagiellońskiego z tytułem doktora praw.
Publikował wiersze od 1919 i artykuły jako dziennikarz m.in. w „Ilustrowanym Kuryerze Codziennym”, „Kuryerze Literacko-Naukowym”, tygodniku „As”, „Światowidzie”, „Tygodniku Powszechnym”, „Gościu Niedzielnym”, pismach „Wschód” i „Bóg i Ojczyzna” (wydawany przez Hufiec Harcerski w Sanoku), „Materiały Muzeum Budownictwa Ludowego w Sanoku”. W 1929 był jednym z założycieli sanockiego koła Polskiego Towarzystwa Tatrzańskiego, w ramach którego działał w komisji propagandowej. Działał w sanockim oddziale Związku Obrońców Podkarpacia, którego został wybrany prezesem w lipcu 1937. Zebrał wspomnienia uczestników wojny polsko-ukraińskiej 1918-1919 (później został zarekwirowane w większości przez funkcjonariuszy Urzędu Bezpieczeństwa Publicznego). W 1938 był przewodniczącym sekcji redakcyjnej publikacji Sprawozdanie finansowe z działalności Państwowego Gimnazjum w Sanoku w latach 1888 – 1938 wydane z okazji Wielkiego Zjazdu Wychowawców i Wychowanków Zakładu w 50 rocznicę pierwszego egzaminu dojrzałości wydanej z okazji obchodów jubileuszu szkoły oraz w jej ramach opublikował dwa rozdziały i wierszy okolicznościowy. W 1938 wygłosił prelekcję na antenie Polskiego Radia Lwów pt. Sanok w perspektywie wieków. Działał na polu kulturalnym, wraz z bratem Maksymilianem przygotowywał w Sanoku inscenizacje jasełek. Wykonywał także przekłady z języka łacińskiego i z sanskrytu.
Podczas II wojny światowej i trwającej okupacji niemieckiej pracował jako urzędnik w kasie oszczędności. Był wówczas stanu wolnego. Po wojnie w latach 50. zamieszkiwał przy ulicy Władysława Sikorskiego 21 w Krakowie. Po 1956 popierał ideę ponownego wzniesienia pomnika Tadeusza Kościuszki w Sanoku w pierwotnym miejscu na placu św. Jana (pomysł wsparła m.in. Jadwiga Zaleska), lecz ostatecznie w 1962 nowy monument stanął w innym miejscu.
Zmarł 23 kwietnia 1980 i został pochowany na Cmentarzu Rakowickim w Krakowie.
W tym samym miejscu spoczęła Janina Słuszkiewicz (1908-1990).

## Publikacje
- Śnieżynka (baśń sceniczna realizowana 1920-1922)
- Na dworze króla Mroza i królowej Zimy (widowisko fantastyczne, inscenizacja druhen sanockiego „Sokoła” w 1931)[38]
- Jasełka (realizowane 1924-1932)
- Cham (dramat w czterech aktach; wyróżniony na Konkursie Dramatycznym 1935)
- Rokitna – Nowa Samosierra (sztuka sceniczna, 1938, zrealizowana w formie słuchowiska radiowego we Lwowie w 1938)
- Przewodnik po Sanoku i Ziemi Sanockiej (wyd. I 1936, Miejsce Piastowe, wydany z okazji „Zjazdu Górskiego” w Sanoku w dniach 14-17 sierpnia 1936[39][40][41]; wyd. II 1938[42][43])
- Syn człowieczy – Misterium Serca (1957, zrealizowane w formie słuchowiska radiowego w 1957)
- Kopernikowe „Siedem Gwiazd” i ich losy (w: „Nowa Przeszłość”, t. 25, 1966, s. 83-110)
- Egzotyka Ziemi Sanockiej (w: Rocznik Sanocki 1979)
- Stanisław Fischer (materiały do biografii) (w: Materiały Muzeum Budownictwa Ludowego w Sanoku 6/1967)

Inne
- Sprawozdanie jubileuszowe z działalności Państwowego Gimnazjum w Sanoku w latach 1888 – 1938 wydane z okazji Wielkiego Zjazdu Wychowawców i Wychowanków Zakładu w 50 rocznicę pierwszego egzaminu dojrzałości. Lwów: Drukarnia Urzędnicza we Lwowie, 1938. Brak numerów stron w książce, przewodniczący sekcji redakcyjnej publikacji, autor rozdziałów: Dzieje Sanoka w Zarysie (s. 9-22), Udział młodzieży gimnazjum sanockiego w ruchu niepodległościowym przed r. 1914 i w czasie ostatnich wojen (s. 33-38), wiersz pt. Tym co odeszli (s. 39)
- Pańczatantra – Księga Mądrości i Aforyzmy staroindyjskie (1957, współautor: Eugeniusz Słuszkiewicz)
- Księga pamiątkowa Gimnazjum Męskiego w Sanoku: 1888-1958 (redaktor, wraz z Józefem Stachowiczem)[44][45]
  - Wiersze: Sanok (s. 10), Tym, co odeszli (s. 110), Kopiec Adama Mickiewicza (s. 153)
  - Ostatni przedwojenny burmistrz Sanoka (Wspomnienie pośmiertne o Maksymilianie Słuszkiewiczu, wychowanku Gimnazjum w Sanoku) (s. 127-130)
  - Korpusy wakacyjne (s. 181-190)
- Chopin i poeci (1958, dobór wierszy)
- Wiersze o Chopinie. Antologia i bibliografia (1964, opracowanie i dobór wierszy)[46][47][48]
- Pamiętnik Emilii Słuszkiewicz 1853-1947 (współautor)

Przekłady
- Siedem gwiazd (poemat religijny Mikołaja Kopernika, pierwotnie w j. łacińskim)
- Pańczatantra – Księga Mądrości (sanskryt, „Przegląd Orientalistyczny” 1957)
- Aforyzmy Staroindyjskie („Przegląd Orientalistyczny” 1957)